# Metal Gear Solid V: Ground Zeroes
Metal Gear Solid V: Ground Zeroes is een computerspel dat werd ontwikkeld door Kojima Productions en uitgebracht door Konami voor de PlayStation 3, PlayStation 4, Xbox 360, Xbox One en Windows. Het stealthspel kwam uit op 18 maart 2014.

## Plot
Het verhaal speelt zich af in 1975, een paar maanden na de gebeurtenissen van Peace Walker, en volgt het verhaal van Snake oftewel "Big Boss", terwijl hij infiltreert in een Amerikaanse "black site" in Cuba, genaamd Camp Omega. Snake heeft als opdracht om Cipher-agent Paz Andrade en kindsoldaat Ricardo Libre te redden.

## Gameplay
Het spel biedt spelers nieuwe sluip- en doorkruisingsmethoden in de levels, evenals de keuze in welke volgorde de verhaalgebeurtenissen plaatsvinden door missies te selecteren in elke gewenste volgorde.

## Personages
- Big Boss/Snake, hoofdpersonage in het spel
- Kazuhira "Kaz" Miller, bondgenoot van Big Boss
- Ricardo "Chico" Valenciano, oud-kindsoldaat
- Paz Ortega Andrade, Cipher-agent
- Skull Face, mysterieuze man met een misvormd gezicht, hoofd van XOF, een militaire eenheid

## Ontwikkeling
Ground Zeroes was oorspronkelijk ontwikkeld als een missie voor The Phantom Pain. Doordat de ontwikkeling langer ging duren dan verwacht besloot regisseur Hideo Kojima om het gedeelte op te splitsen en uit te brengen als afzonderlijk spel, zodat spelers eerder toegang tot Metal Gear Solid V zouden krijgen.